# Nižný Mirošov
Nižný Mirošov (in ungherese Alsómerse) è un comune della Slovacchia facente parte del distretto di Svidník, nella regione di Prešov.